# الگوها در طبیعت

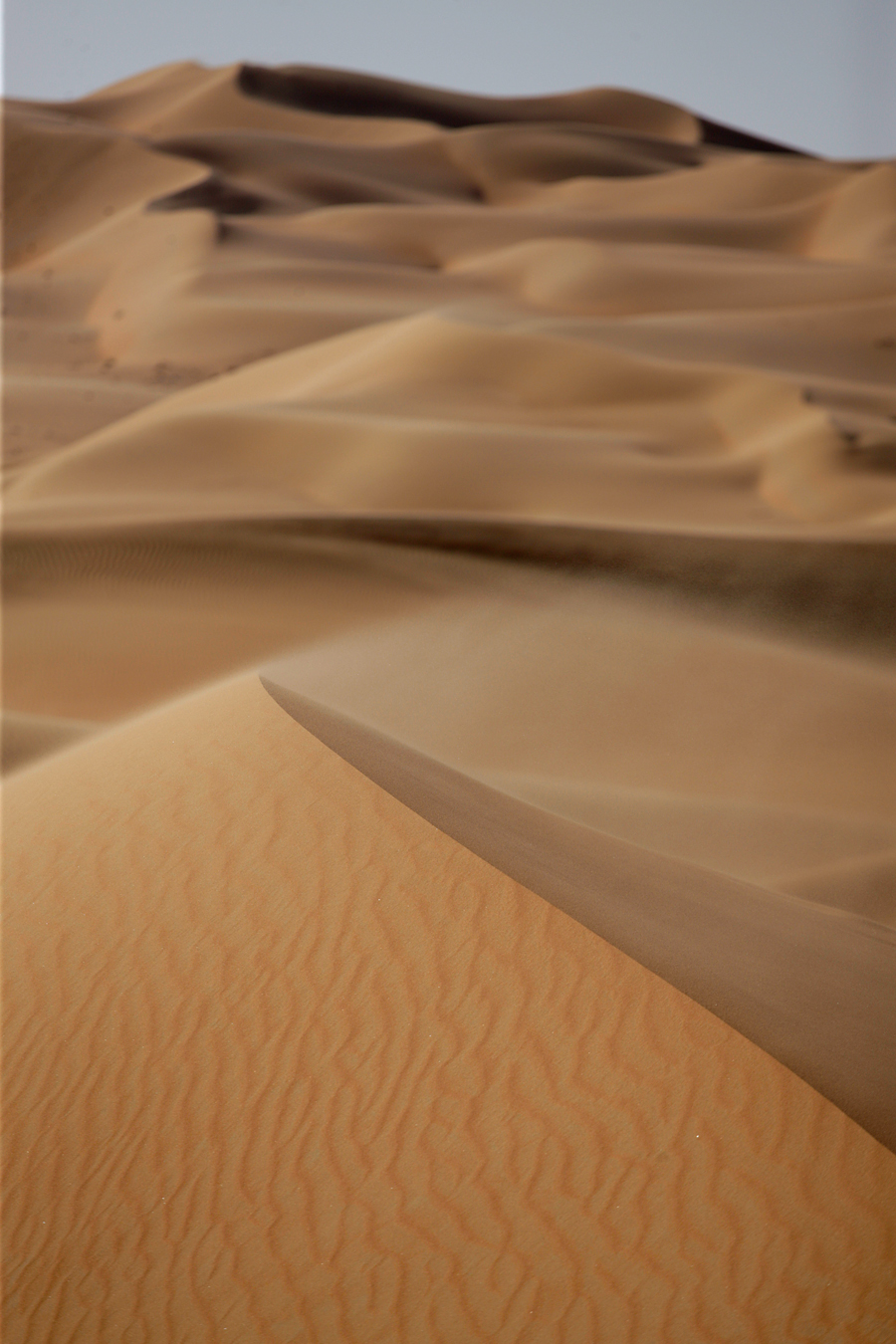
الگوهای طبیعی با وزش باد در تپه‌های شنی در صحرای نامیب شکل می‌گیرند. تپه‌های برخان هلالی‌شکل و موج‌های روی سطح آن‌ها هر جا که شرایط مناسب باشد تکرار می‌شوند.

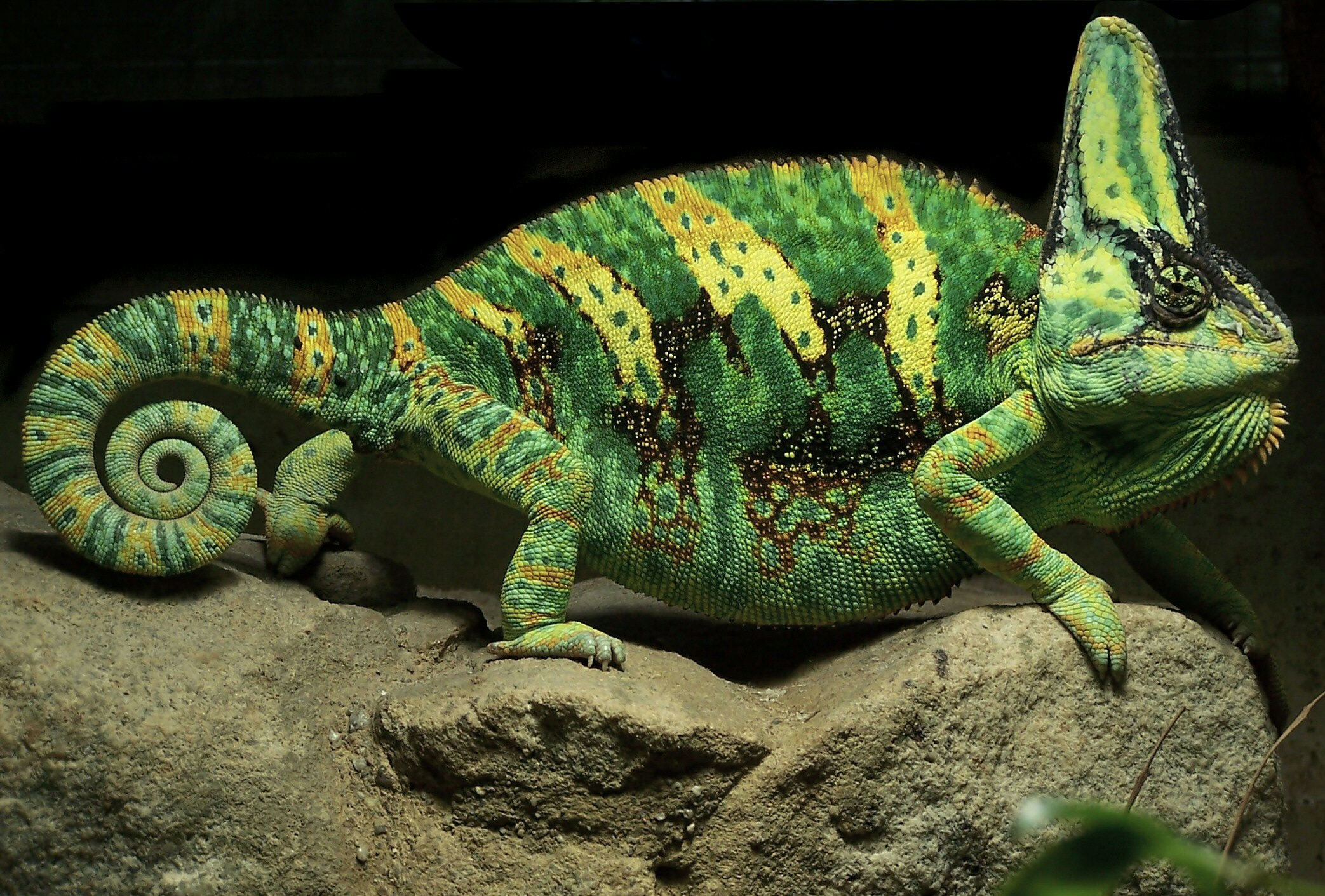
الگوهای آفتاب‌پرست پرده‌دار، Chamaeleo calyptratus، رنگ هشدار استتار و سیگنال و همچنین گزینش جنسی را فراهم می‌کند.

الگوها در طبیعت نظم‌های قابل مشاهده شکلی هستند که در جهان طبیعی یافت می‌شوند. این الگوها در زمینه‌های مختلف تکرار می‌شوند و گاهی می‌توان آنها را به صورت مدل ریاضی دید. الگوهای طبیعی شامل تقارن‌ها، درختان، مارپیچ‌ها، پیچ و خم‌ها، موج‌خا، کف‌ها کاشی‌کاری‌ها، شکستگی‌ها و راه‌راه‌ها هستند. فیلسوفان یونانی اولیه الگو را مورد مطالعه قرار دادند و افلاطون، فیثاغورث و امپدوکلس در تلاش برای توضیح نظم در طبیعت بودند. درک مدرن از الگوهای قابل مشاهده به تدریج در طول زمان گسترش یافت.
ریاضیات، فیزیک و شیمی می‌توانند الگوهای موجود در طبیعت را در سطوح و مقیاس‌های مختلف توضیح دهند. الگوهای جانداران زنده با فرآیندهای زیست‌شناختی انتخاب طبیعی و گزینش جنسی توضیح داده می‌شوند. مطالعات شکل‌گیری الگو از مدل‌های کامپیوتری برای شبیه‌سازی طیف گسترده‌ای از الگوها استفاده می‌کند.

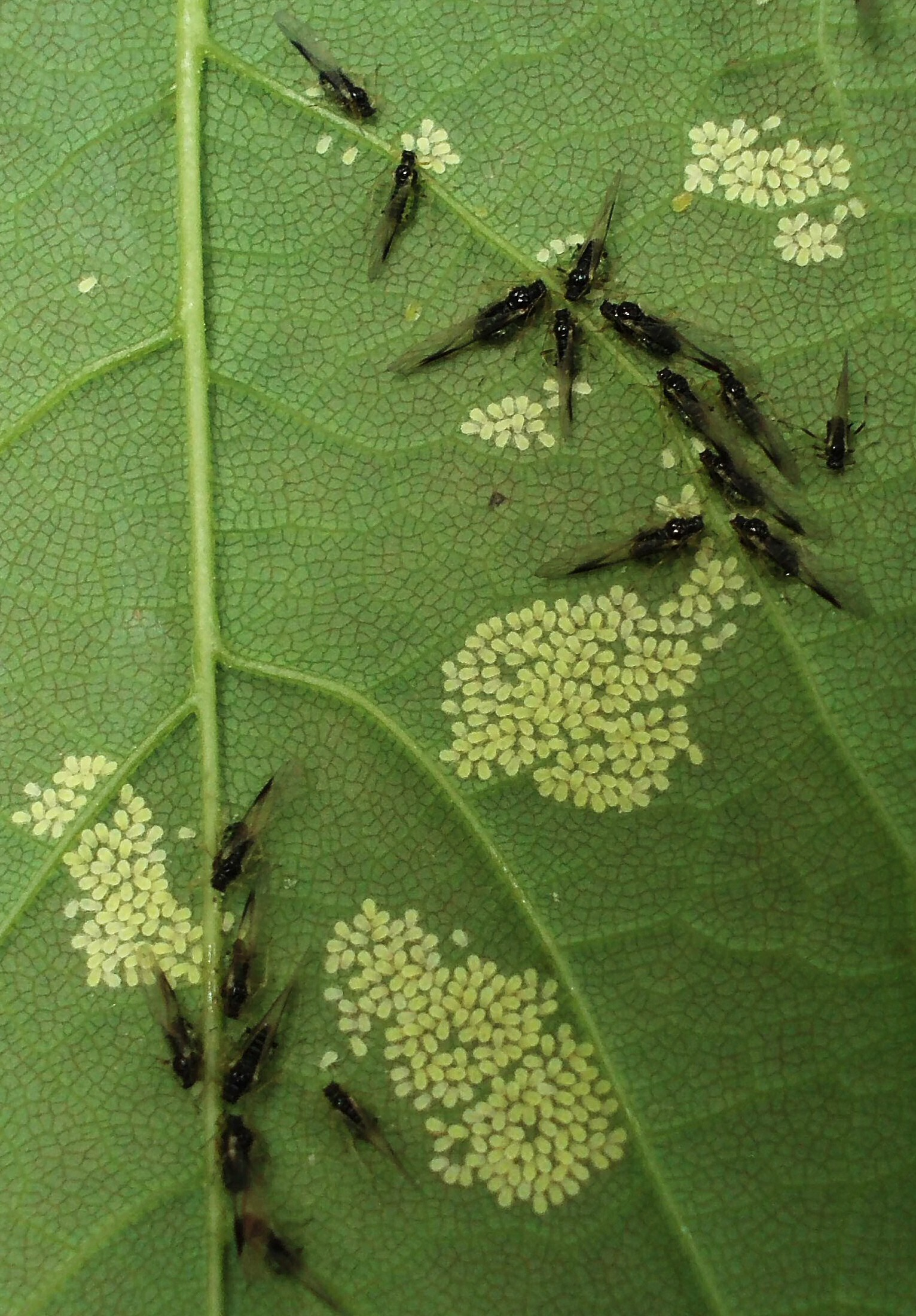
الگوهای ترکیبی: شته‌ها و جوان تازه متولدشده در خوشه‌های آراسته روی برگ چنار، که توسط رگبرگ‌ها به چندضلعی تقسیم می‌شوند، که توسط شته‌های جوان پرهیز می‌شود.

## نگارخانه

مارپیچ فیبوناچی
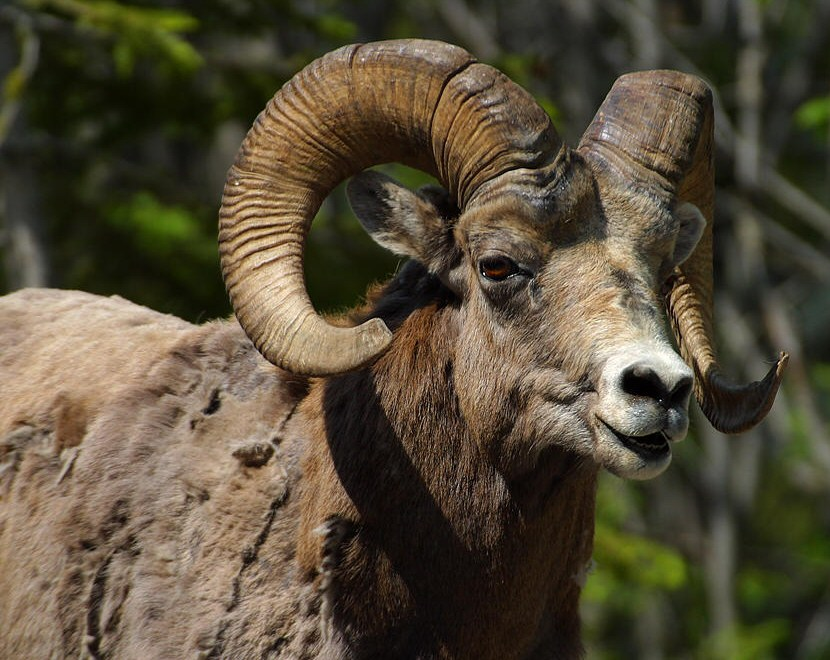
گوسفند Bighorn، Ovis canadensis
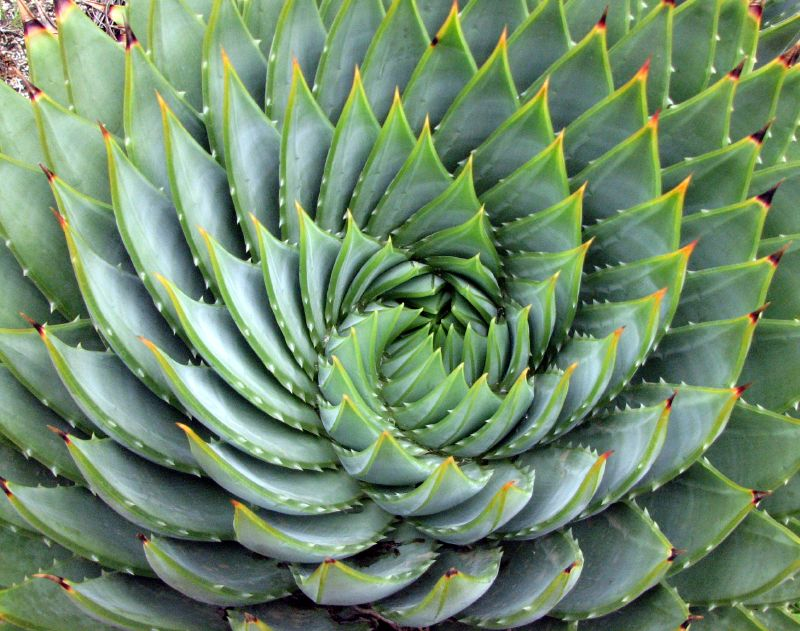
اسپیرال‌ها: فیلوتاکسی آلوئه مارپیچی، Aloe polyphylla
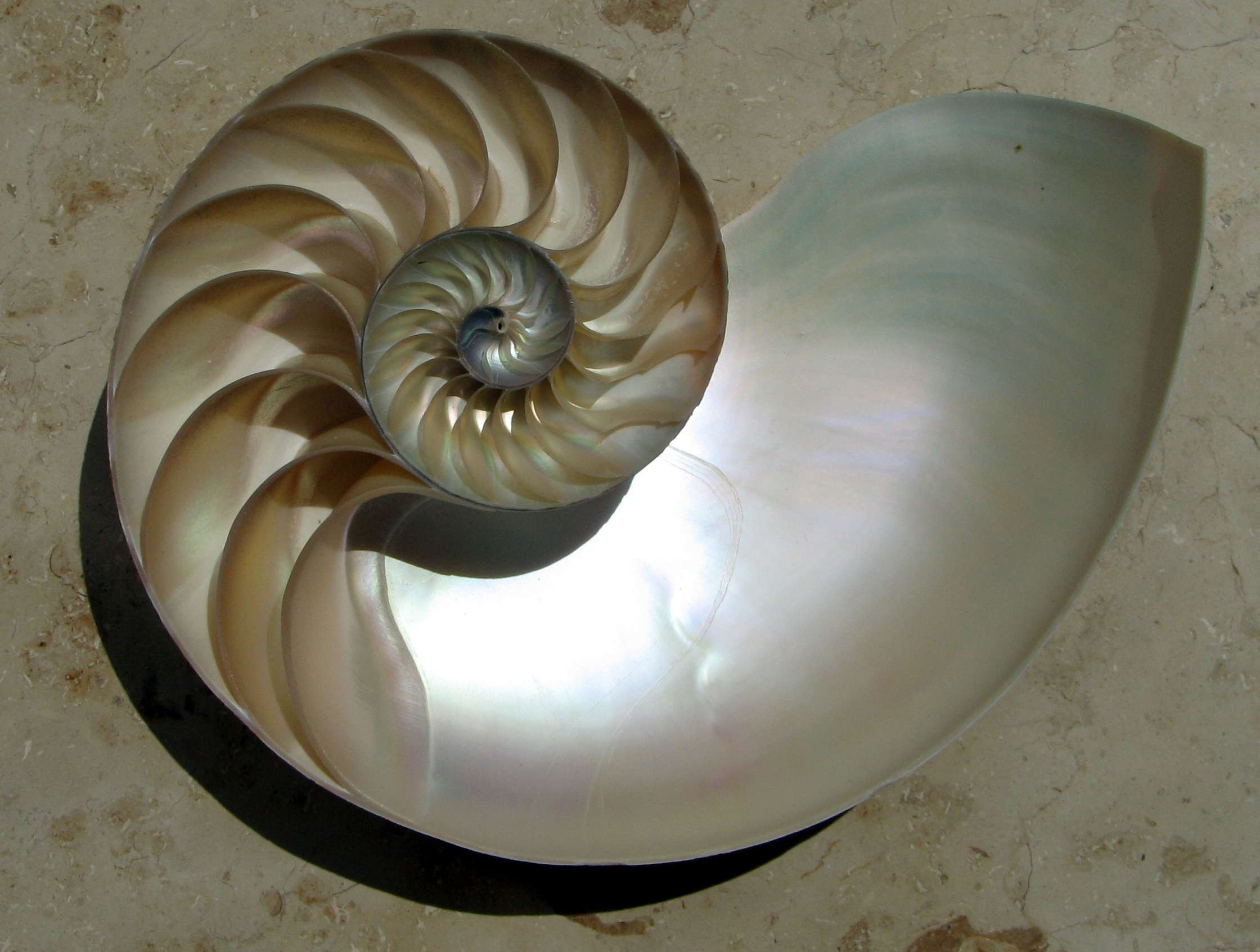
مارپیچ رشد لگاریتمی پوسته ناتیلوس
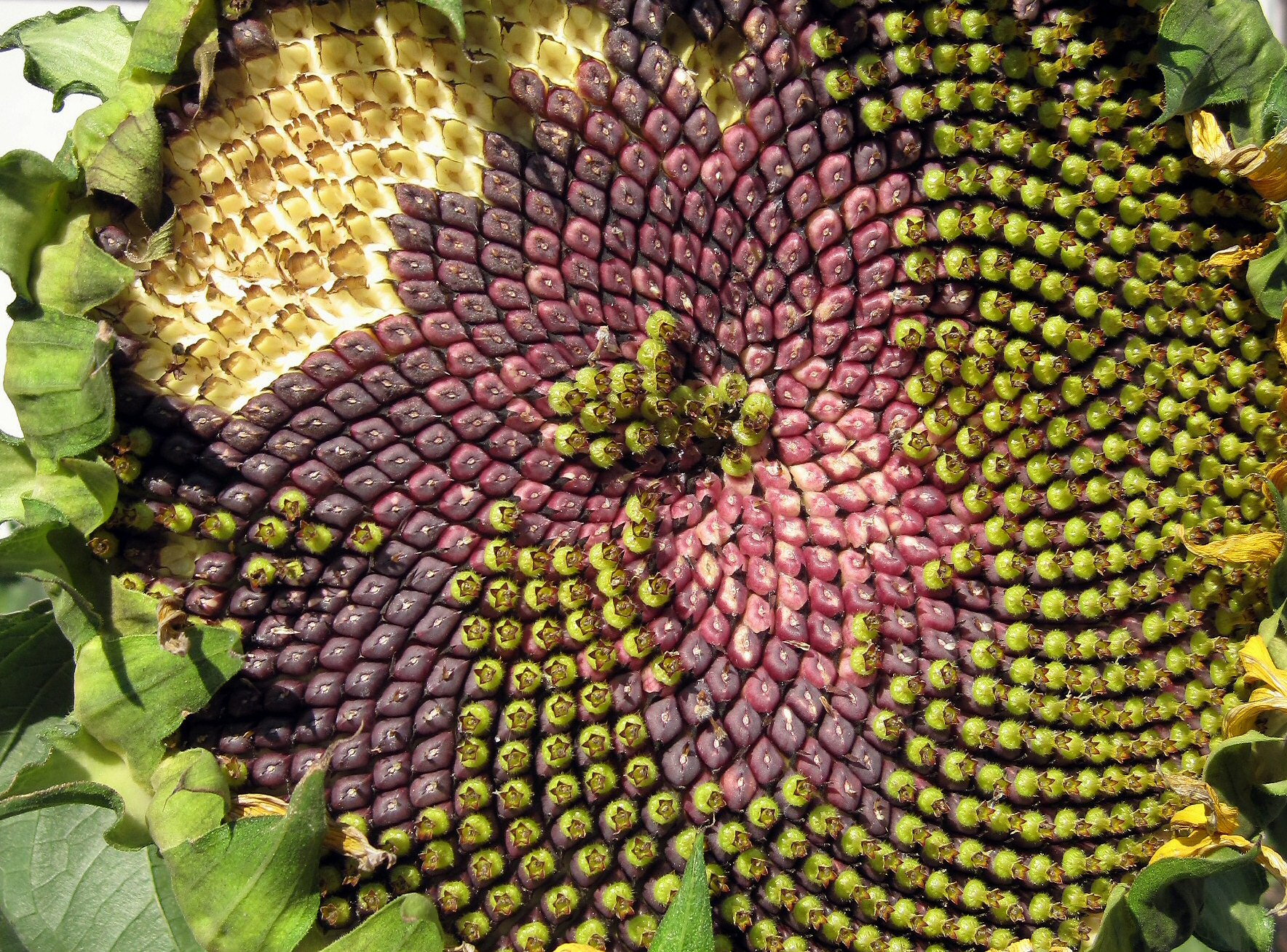
مارپیچ فرما: سر دانه آفتابگردان Helianthus annuus
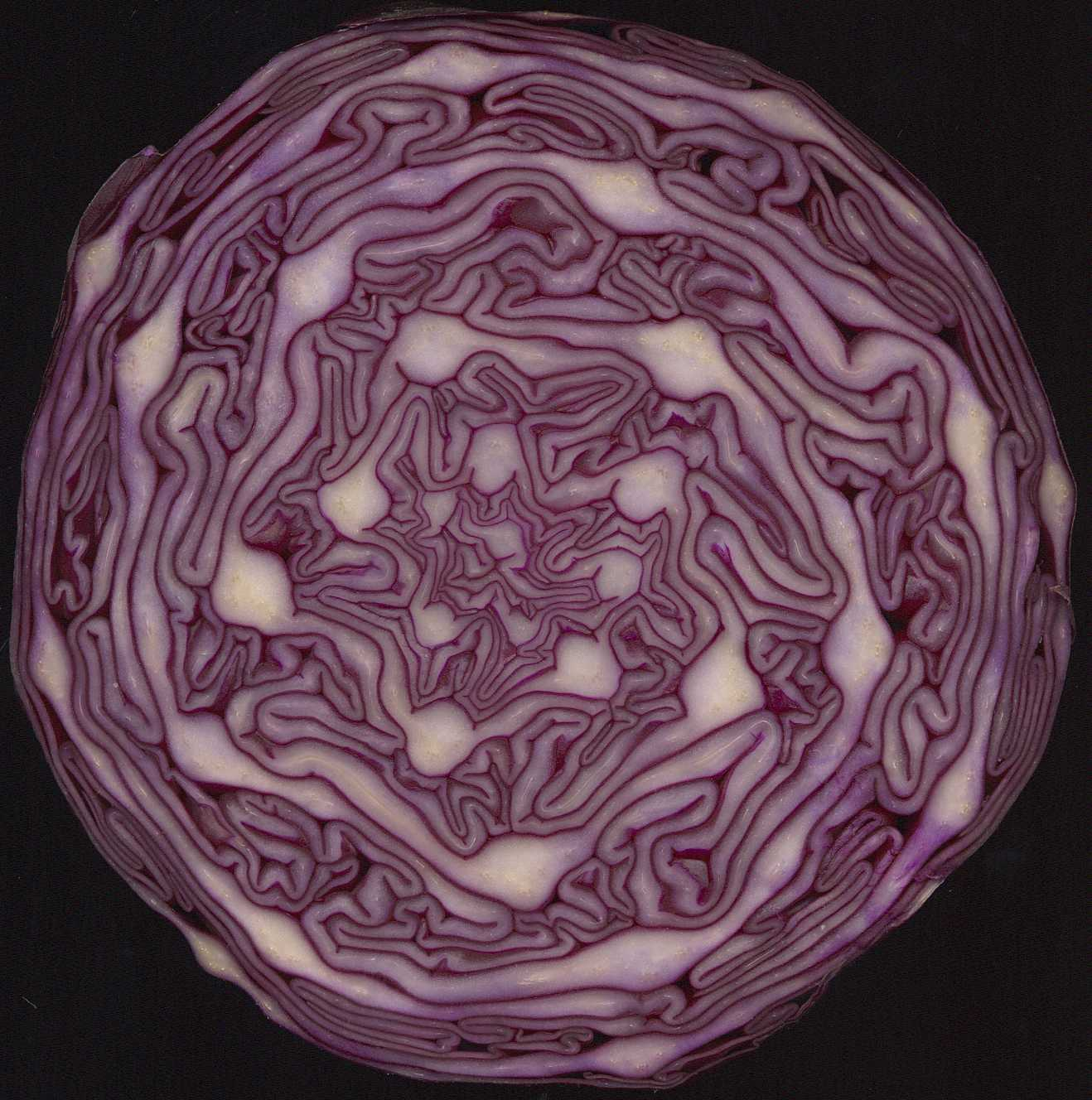
مارپیچ‌های فیبوناچی متعدد: کلم قرمز در مقطع
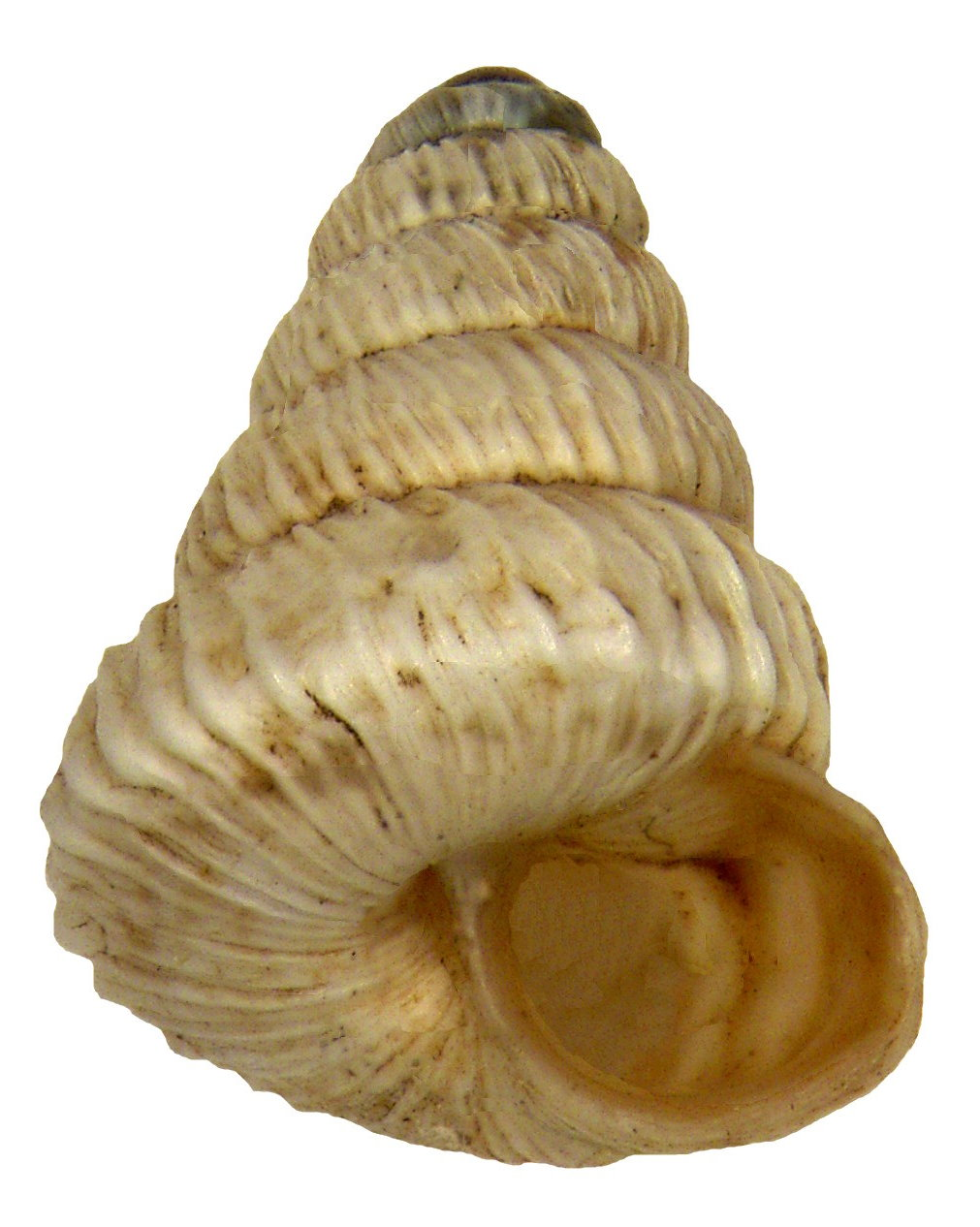
پوسته مارپیچی Trochoidea liebetruti
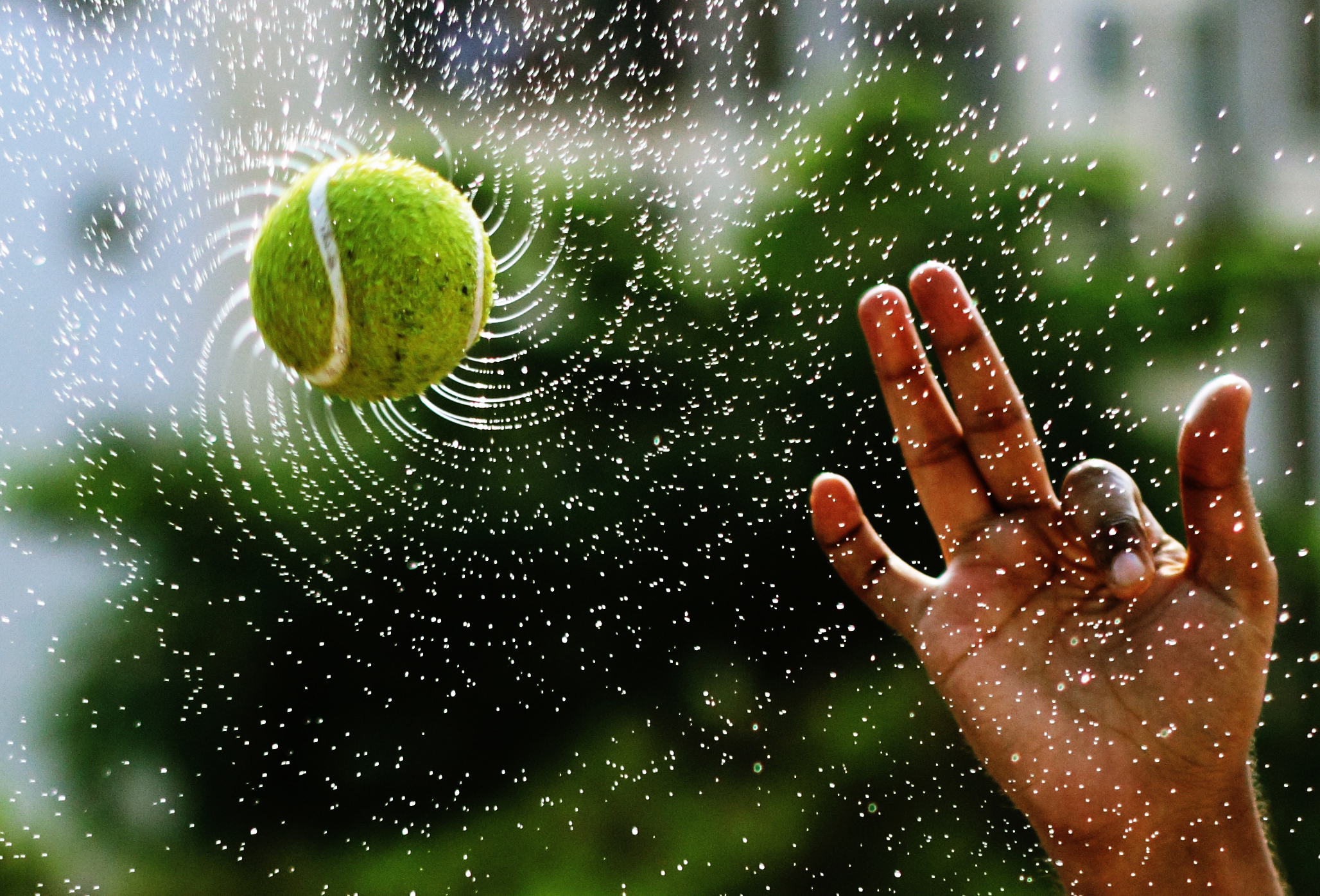
قطرات آب از روی یک توپ خیس و در حال چرخش به صورت مارپیچ‌های متساویل پرواز می‌کنند

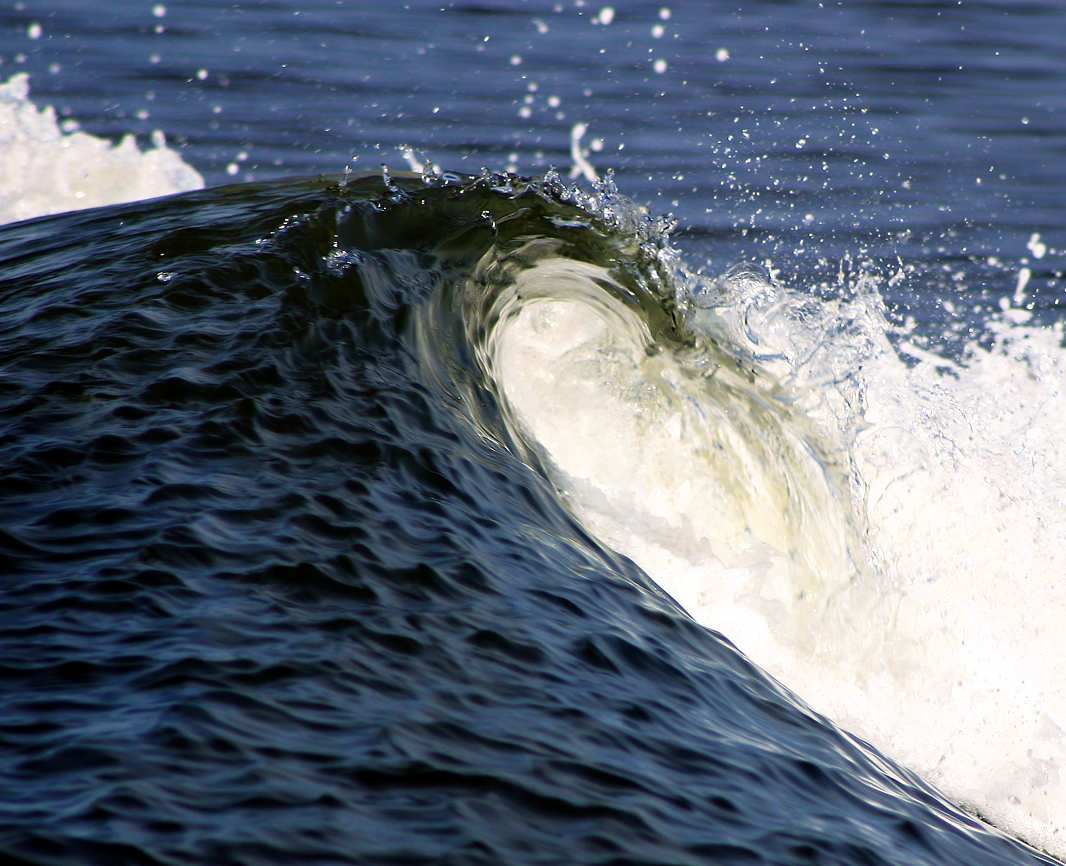
امواج: موج شکستن در پی کشتی
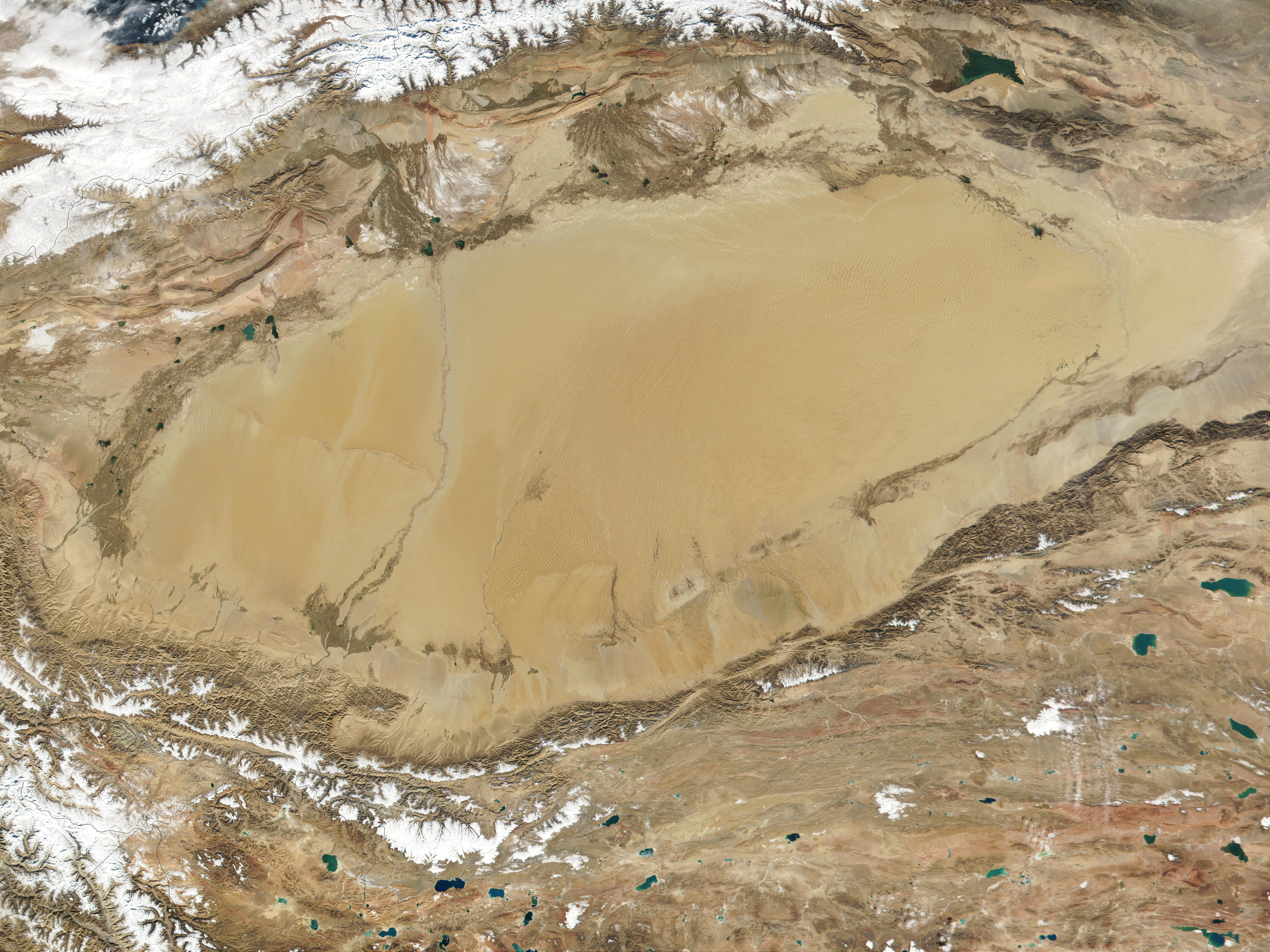
تپه‌های شنی: تپه‌های شنی در کویر تاکلامکان، از فضا
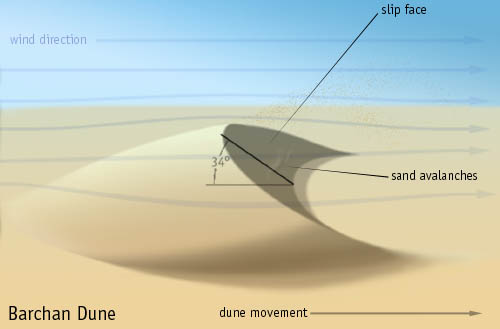
تپه‌های شنی: برخان شنی هلالی
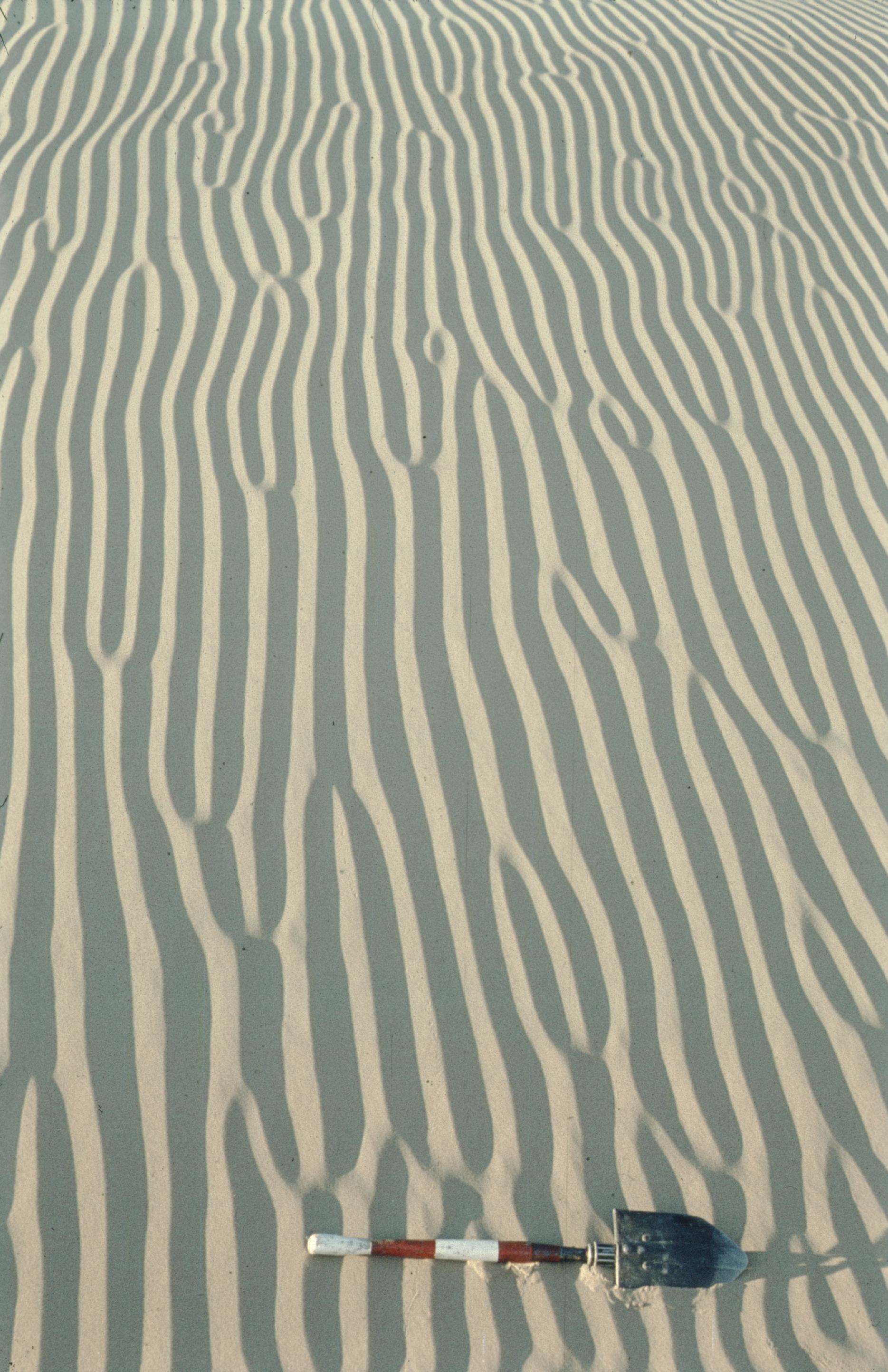
موج وزش باد همراه با نابجایی در سیستان افغانستان

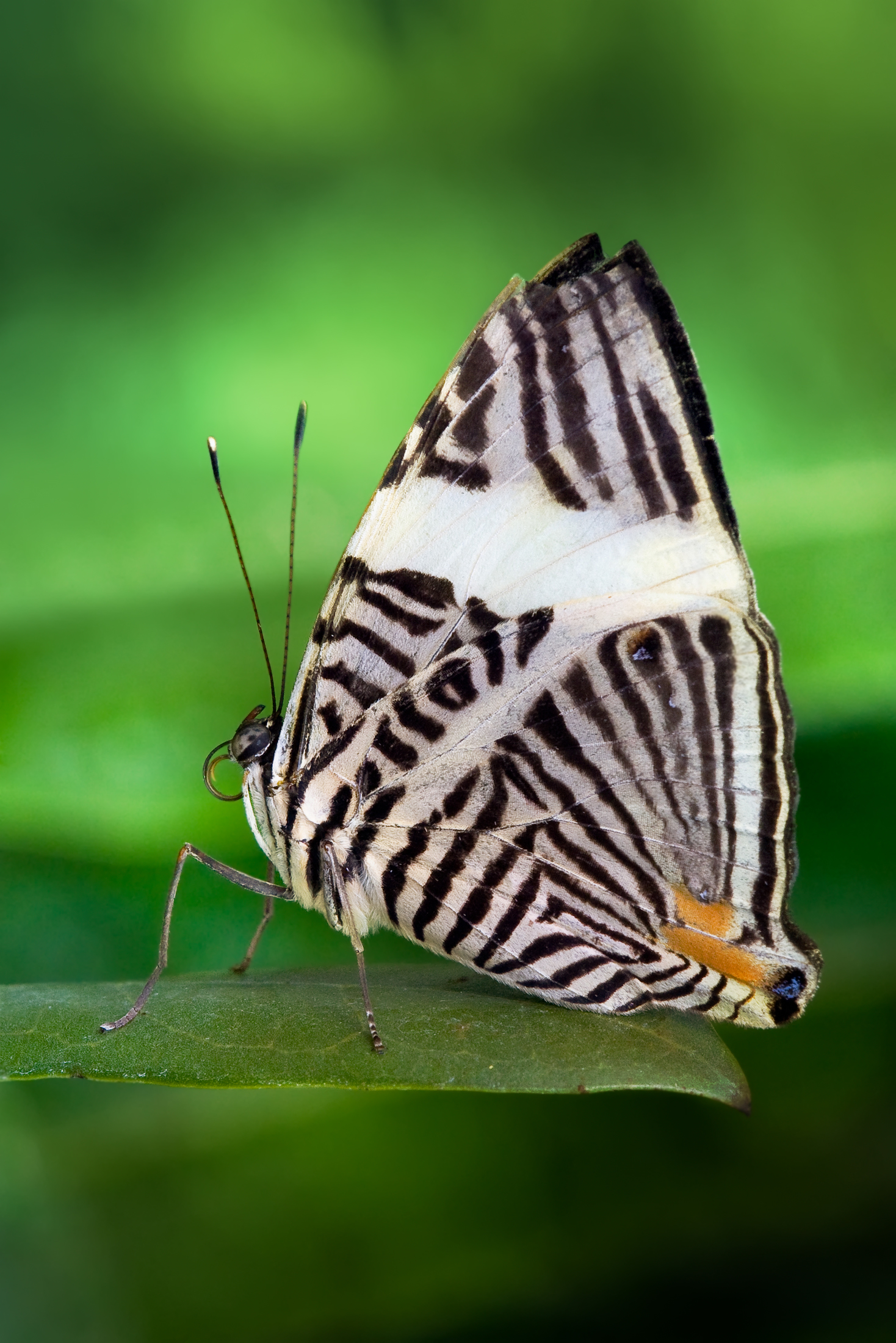
پروانه زیبایی Dirce, Colobura dirce
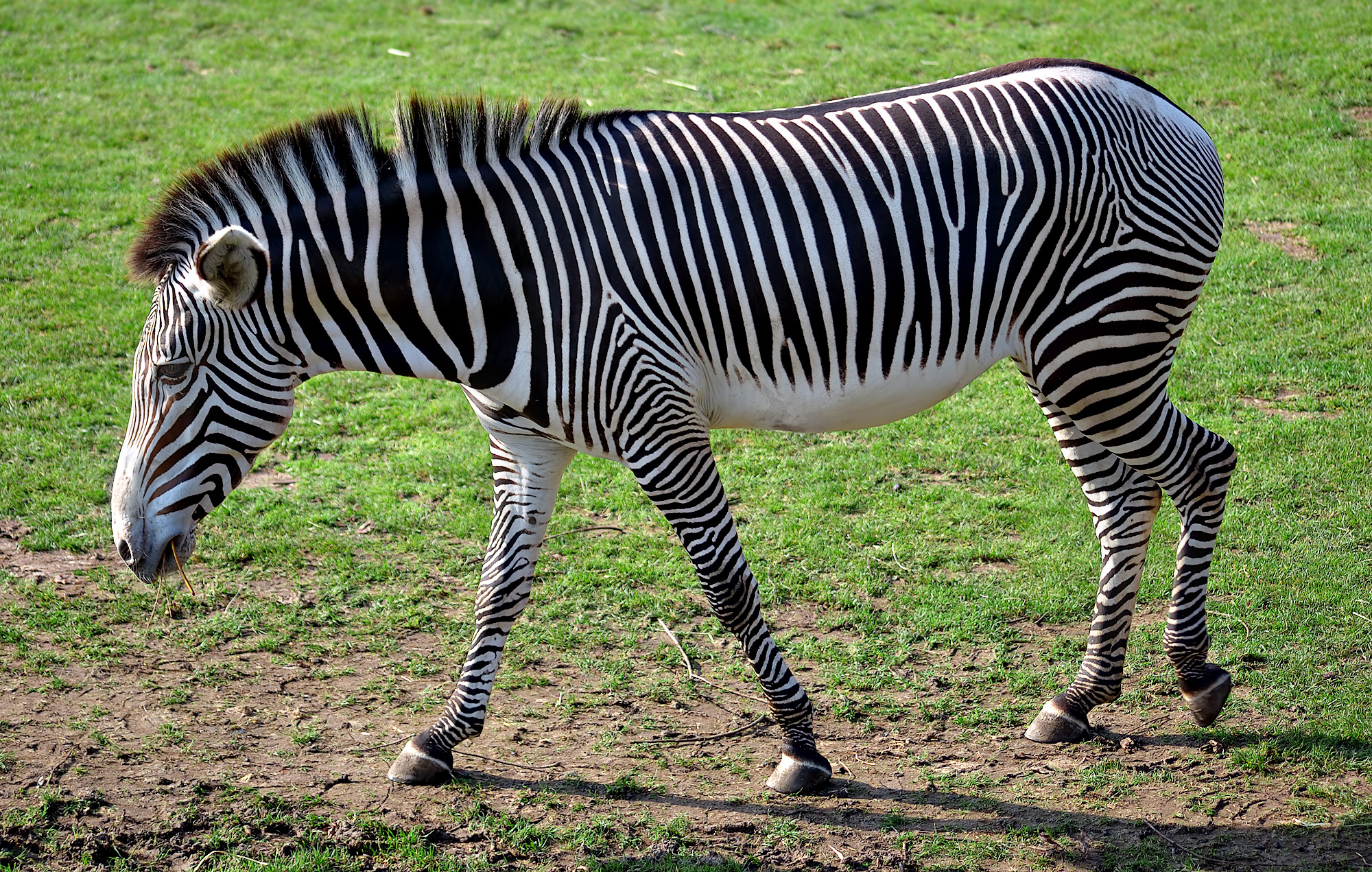
گورخر گروی، Equus grevyi
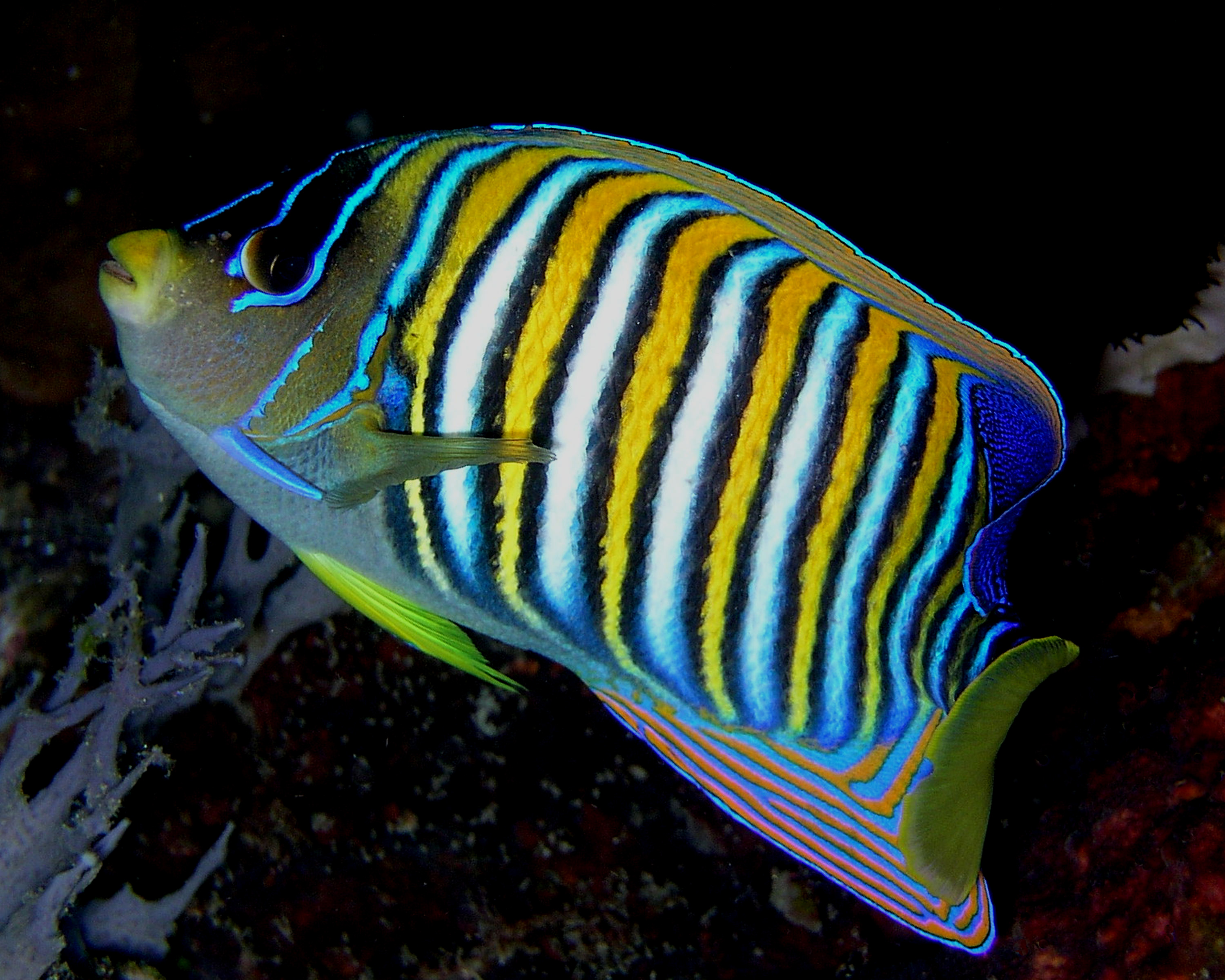
فرشته ماهی سلطنتی ، Pygoplites diacanthus
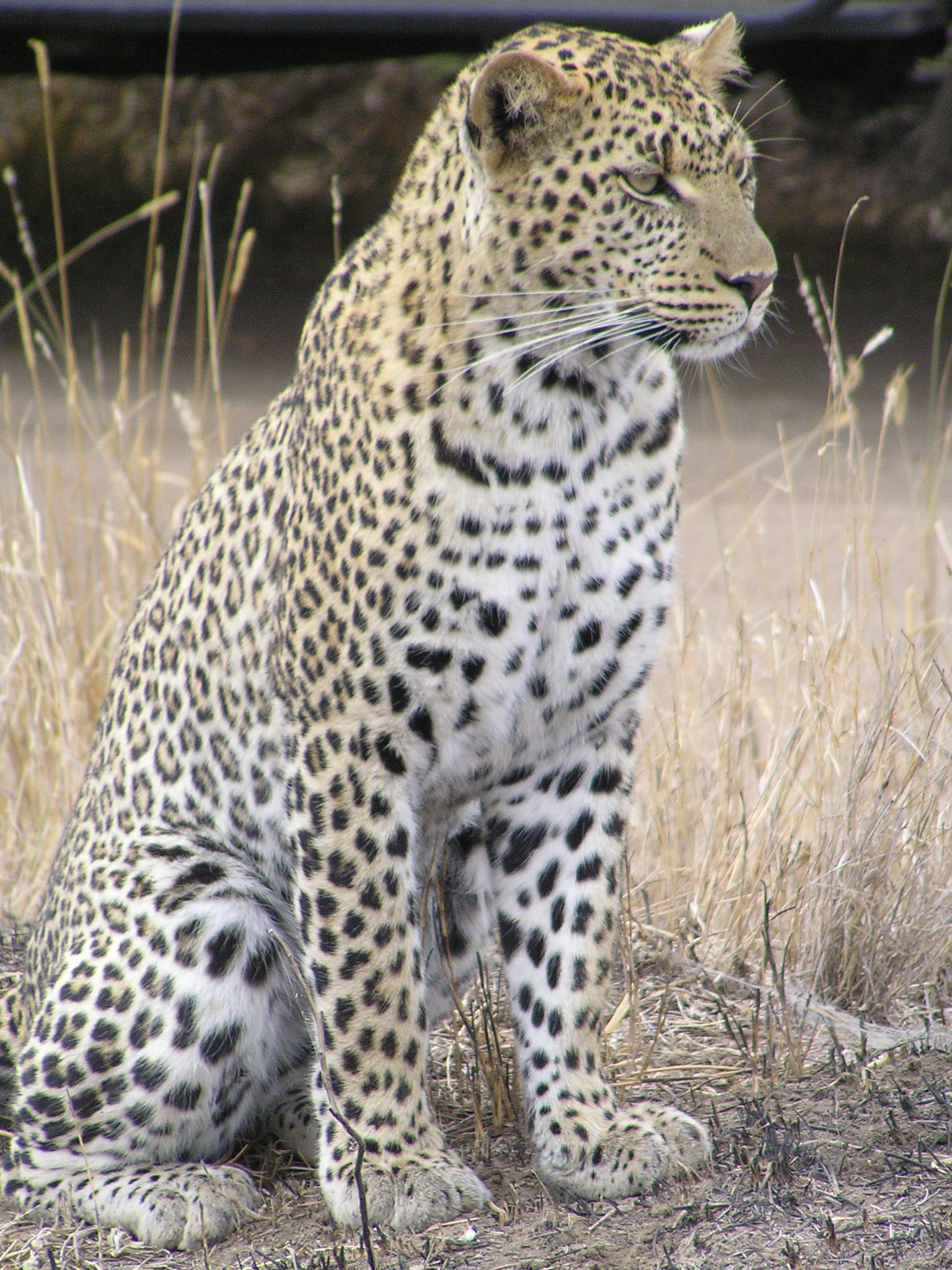
پلنگ، Panthera pardus pardus
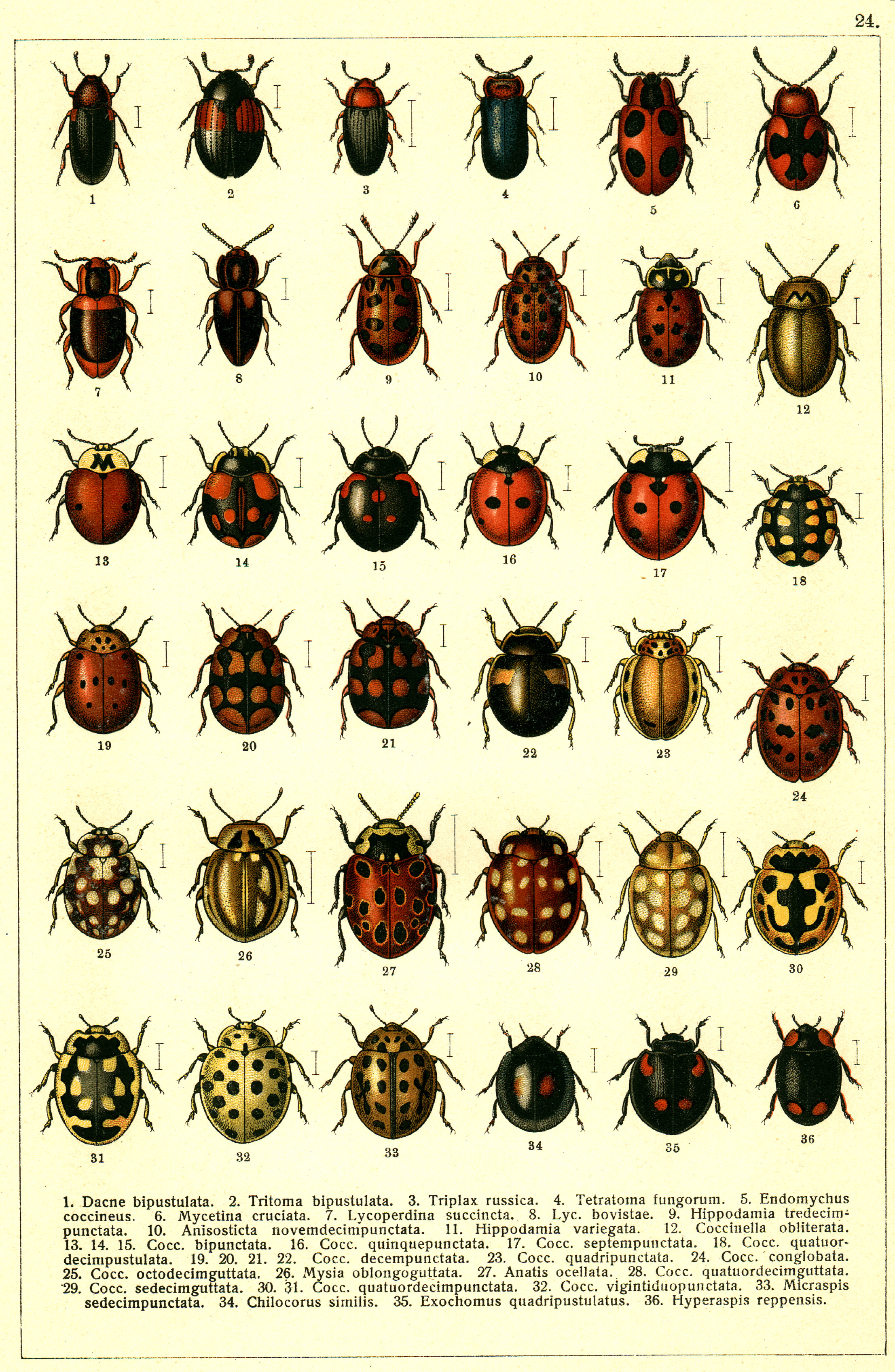
آرایه از کفشدوزک‌ها توسط جی جی جیکوبسون
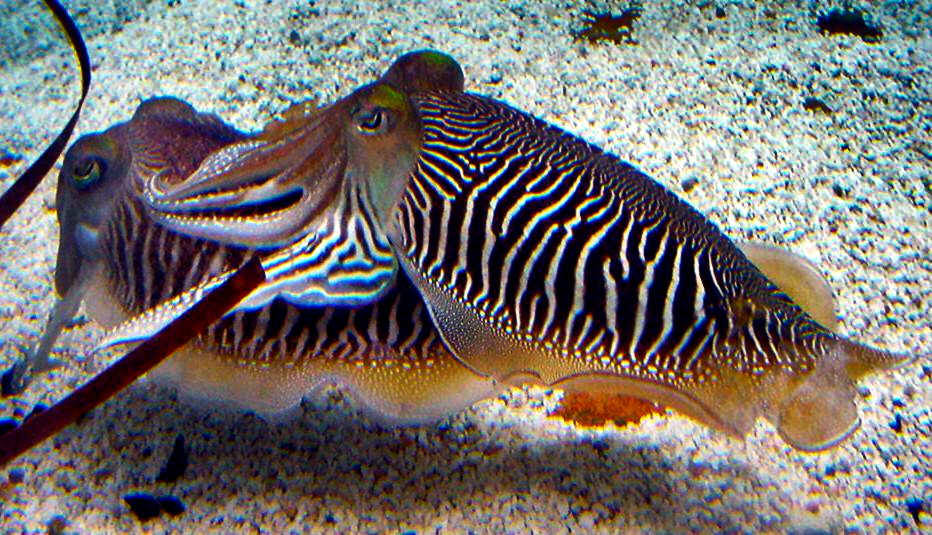
الگوی پرورش دهل ماهی، Sepia officinalis

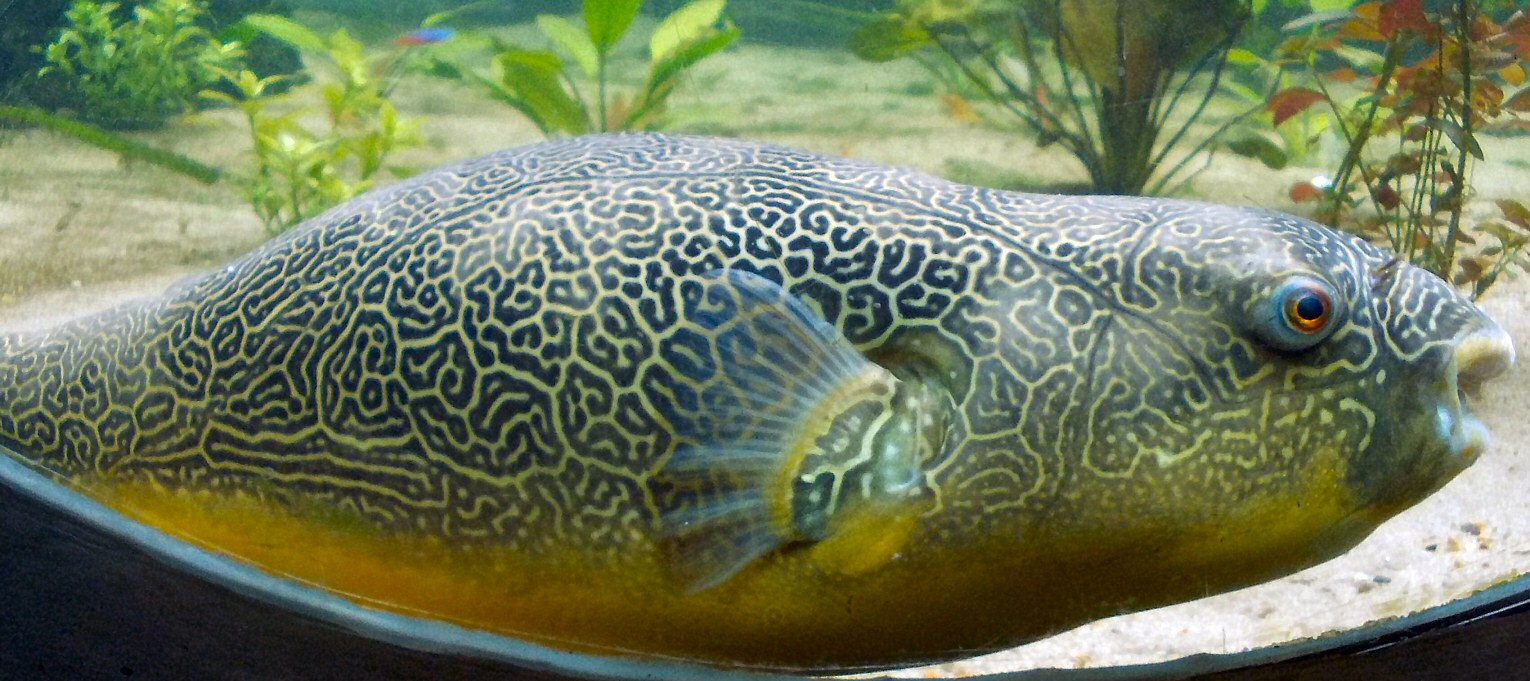
ماهی بادکنکی غول‌پیکر ، Tetraodon mbu
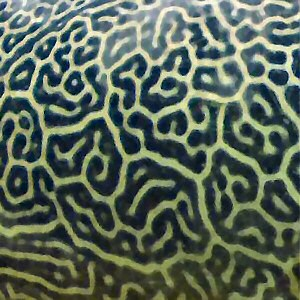
جزئیات طرح پوست ماهی پفی غول‌پیکر
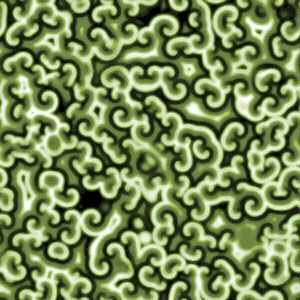
تصویری از شبیه سازی واکنش بلوسف-ژابوتینسکی
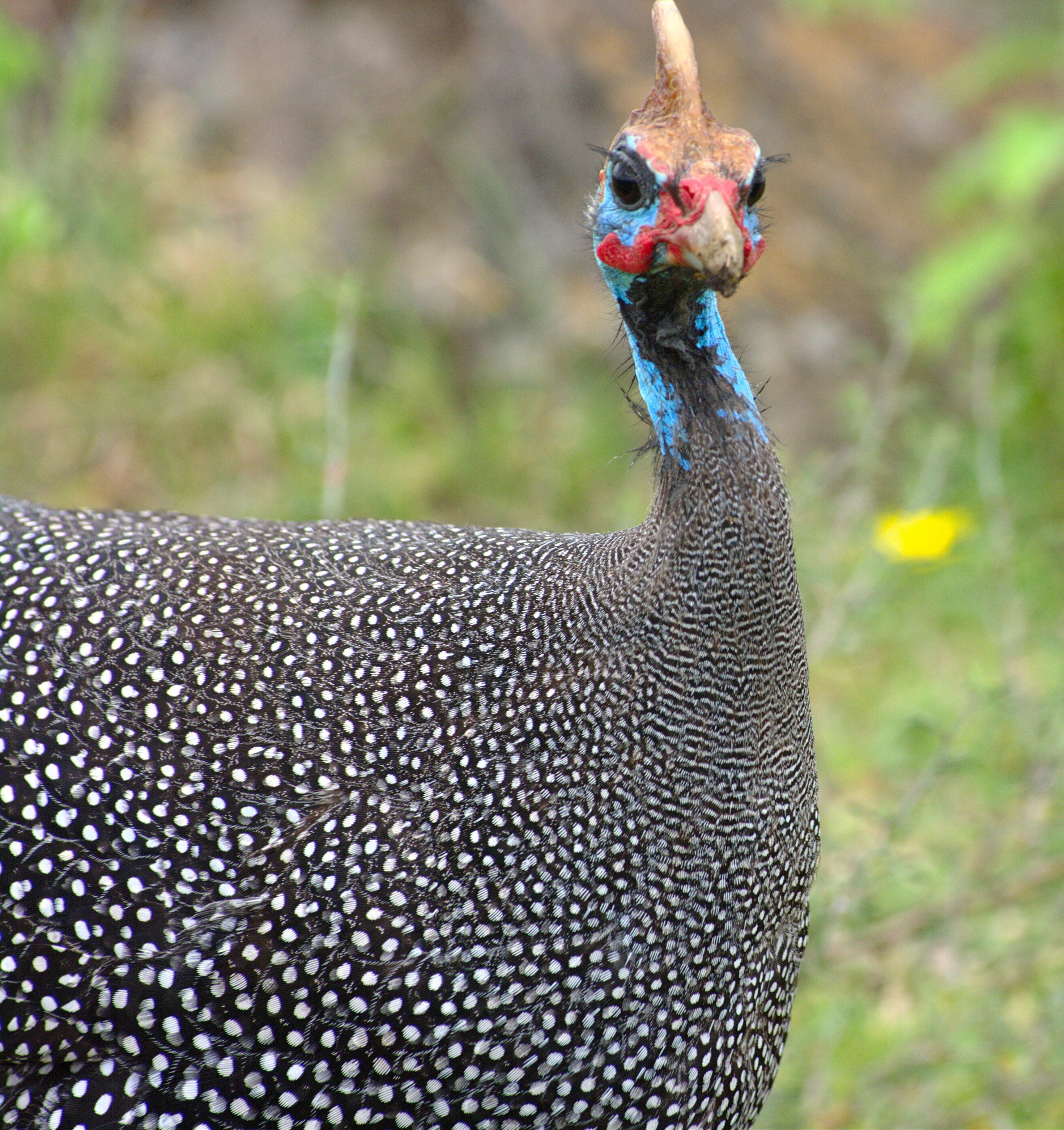
پرنده‌های هندی کلاه‌دار، Numida meleagris، پرها از حالت میله‌دار به خال‌دار تبدیل می‌شوند، هم درون پر و هم در سراسر پرنده
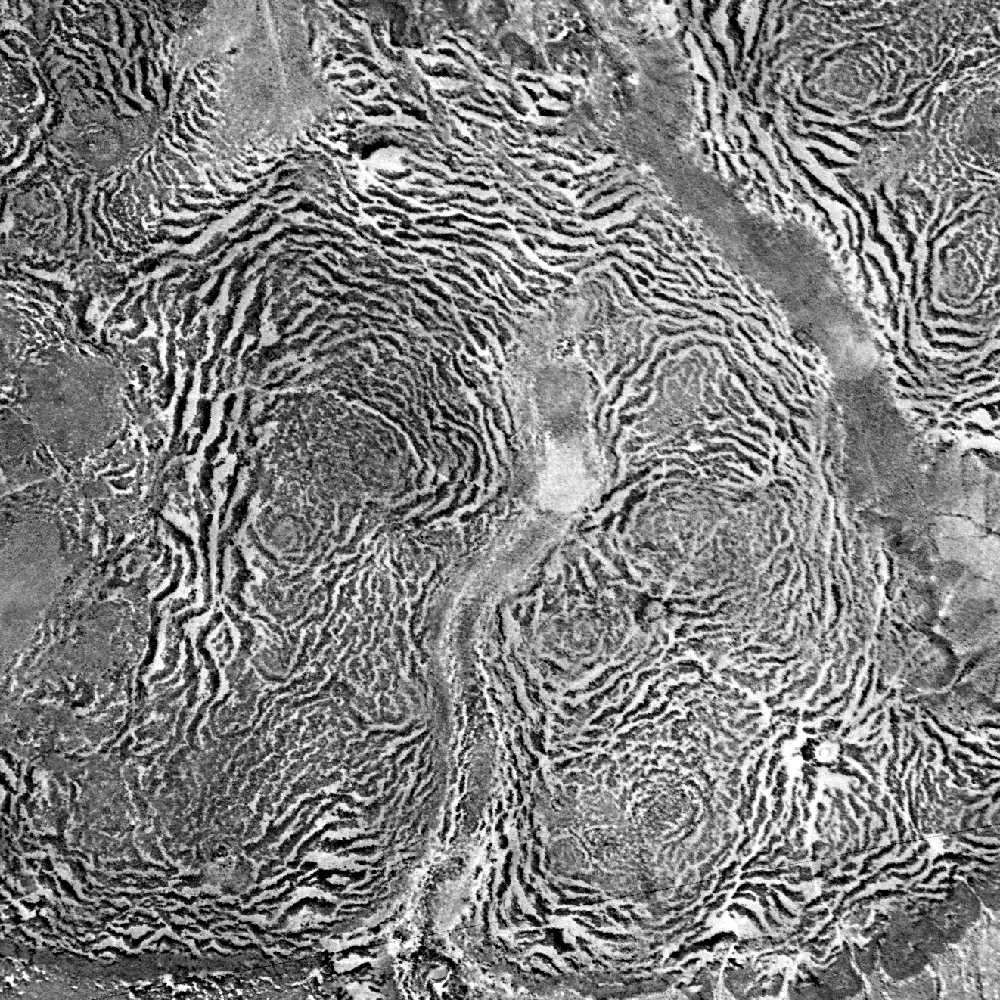
نمای هوایی از فلات بوته ببر در نیجر
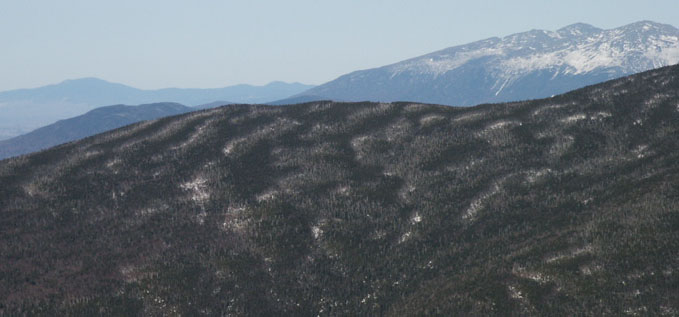
امواج صنوبر در کوه‌های سفید، نیوهمپشایر
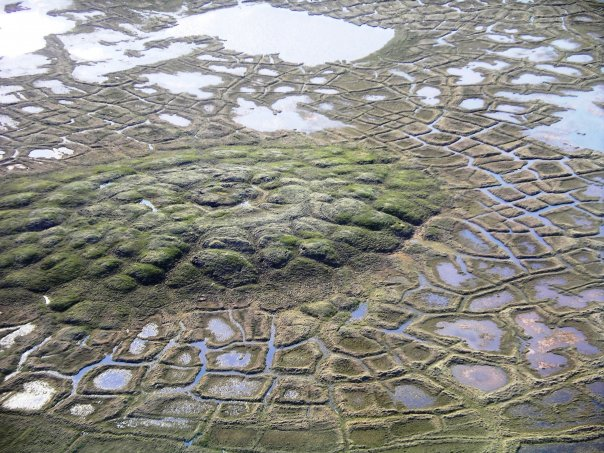
زمین الگودار: یک پینگوی در حال ذوب با چند ضلعی‌های گوه‌ای یخی اطراف در نزدیکی Tuktoyaktuk، کانادا
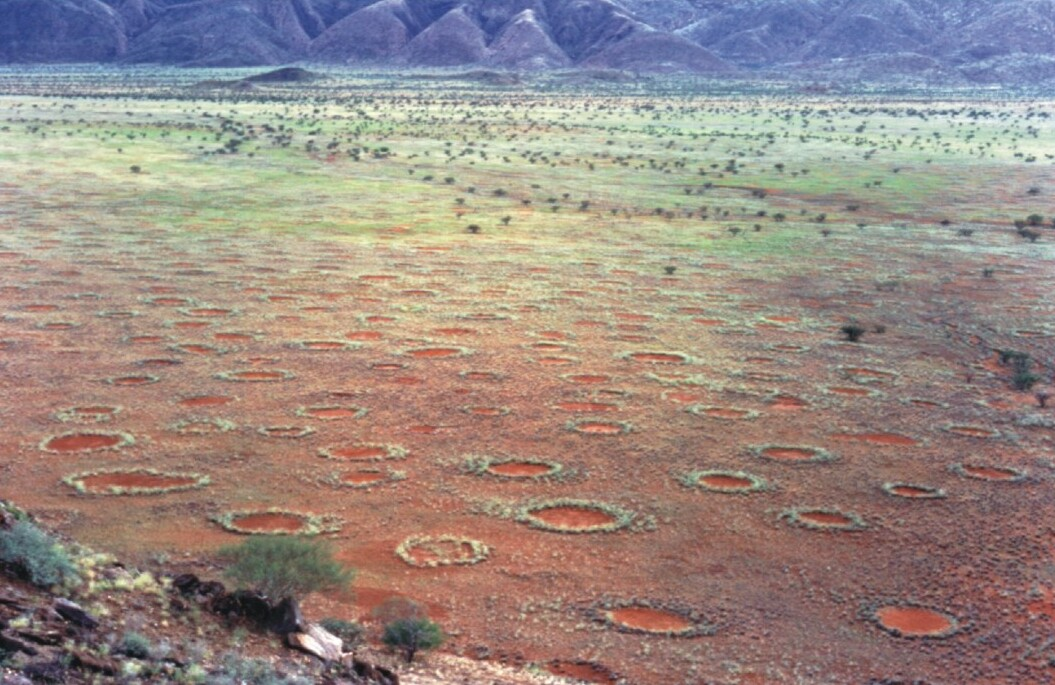
حلقه‌های پری در منطقه Marienflusstal در نامیبیا
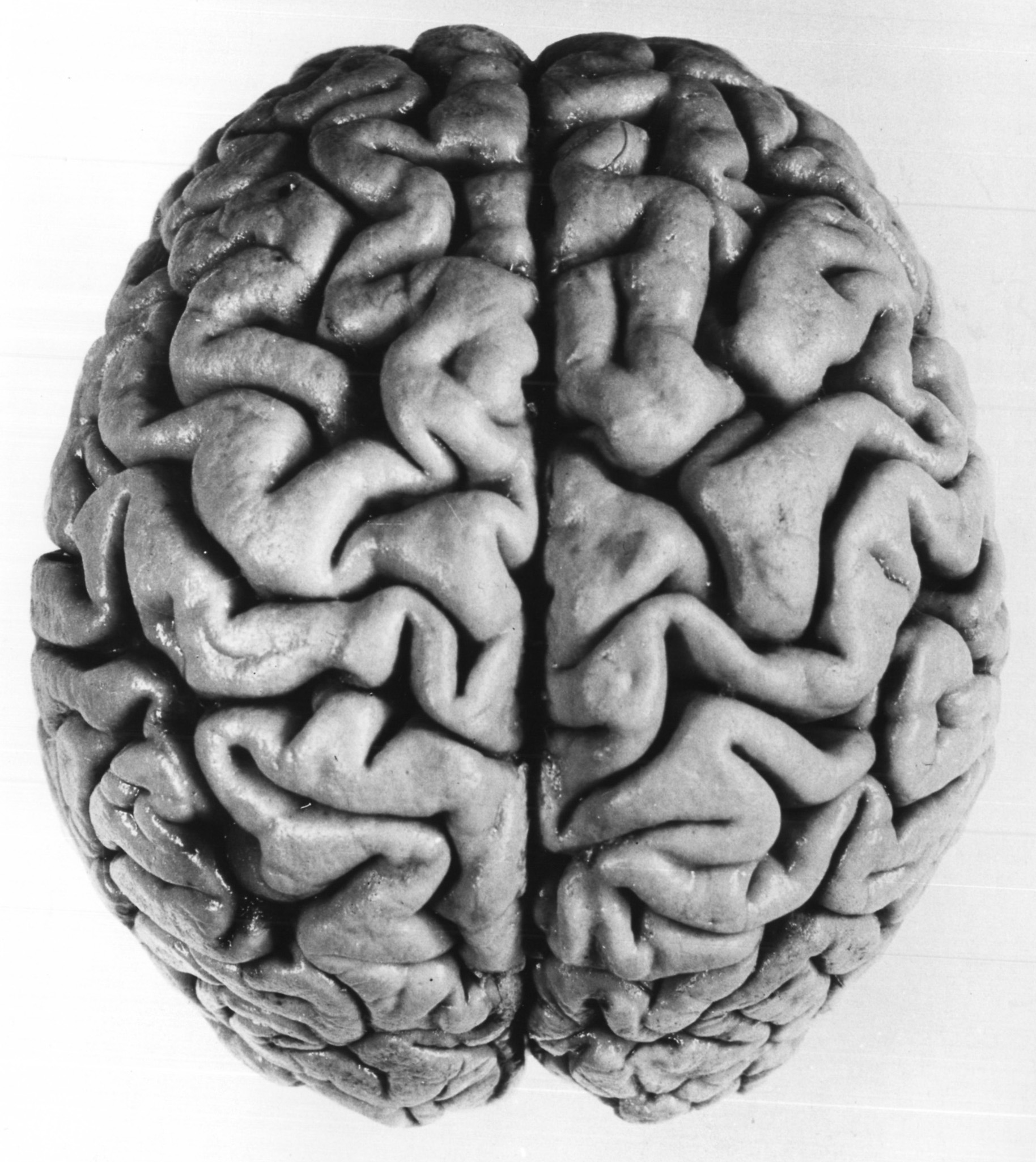
مغز انسان (نمای برتر) دارای الگوهای Gyrus و Sulcus است

## کتابشناسی
- Stevens, Peter S. (1974). Patterns in Nature. Little, Brown & Co.